# Capparales
Le Capparali (Capparales Hutch., 1924) sono un ordine della classe delle Magnoliopsida secondo lo schema tassonomico tradizionale del Sistema Cronquist.
La classificazione APG IV (2016) non riconosce questo raggruppamento e assegna le famiglie in esso comprese all'ordine Brassicales.

## Tassonomia
L'ordine delle Capparali nel Sistema Cronquist comprende due sottordini:

### Sottordine Capparineae
- Fam. Brassicaceae
- Fam. Capparaceae
- Fam. Koeberliniaceae
- Fam. Pentadiplandraceae
- Fam. Tovariaceae

### Sottordine Resedineae
- Fam. Resedaceae